# 핀펫

더블 게이트 핀펫 장치

핀펫(FinFET, fin field-effect transistor)은 게이트가 2, 3, 4면의 채널에 위치하거나 게이트를 채널 주변에 감싸서 더블 게이트 구조를 형성하는, 기관 위에 빌드되는 멀티게이트 디바이스(multigate device), MOSFET이다. 이 장치들의 일반 명칭이 핀펫(finfets)인 이유는 소스(source)/드레인(drain) 영역이 실리콘 표면 위에 핀(fin)을 형성하기 때문이다. 이 핀펫 장치들은 평면 CMOS 기술에 비해 상당히 더 빠른 전환 시간과 더 높은 전류 밀도를 보여준다.
핀펫은 평면이 아닌 트랜지스터, 즉 3D 트랜지스터의 일종이다. 핀펫 게이트를 이용한 마이크로칩은 2010년대 상반기에 최초로 상용화되었으며 14 nm, 10 nm, 7 nm 공정 노드에 주로 사용되는 게이트 디자인이 되었다.

## 역사
모스펫이 1960년 벨 연구소의 모하마드 아탈라와 강대원에 의해 처음 증명된 이후 20년이 흘러, 더블 게이트 MOSFET의 개념이 1980년 특허를 통해 산업기술총합연구소(ETL)의 세키가와 도시히로에 의해 제안되었으며, 이 특허는 평면 XMOS 트랜지스터를 기술하고 있다. 세키가와는 1984년 헤이야시 유타카와 함께 XMOS 트랜지스터를 제조하였다. 이들은 완전히 감소시킨 실리콘 온 인슐레이터 장치를 서로 연결된 2개의 장효과 트랜지스터 사이에 끼워넣음으로써 쇼트 채널 효과를 상당히 줄일 수 있음을 입증하였다.
최초의 핀펫 트랜지스터 타입은 델타(DELTA, Depleted Lean-channel Transistor) 트랜지스터로 불렸으며 이는 일본의 히타치 제작소의 Digh Hisamoto, Toru Kaga, Yoshifumi Kawamoto, Eiji Takeda에 의해 1989년 처음으로 제조되었다.